# Mit aller Macht
Mit aller Macht ist ein Filmdrama von Mike Nichols aus dem Jahr 1998, der damit Joe Kleins Roman Primary Colors: A Novel of Politics verfilmt hat.

## Handlung
Henry Burton ist der Enkel eines schwarzen Bürgerrechtlers sowie Mitarbeiter eines US-amerikanischen Politikers und trifft im Wahlkampf zur Nominierung des Kandidaten der demokratischen Partei für das Amt des Präsidenten der Vereinigten Staaten auf den charismatischen Südstaaten-Gouverneur Jack Stanton.
Nachdem Stanton beim Besuch einer New Yorker Abendschule für erwachsene Analphabeten Emotionen zeigt und eine rührselige Geschichte über seinen eigenen Onkel erzählt, der zwar ein Kriegsheld im Zweiten Weltkrieg war, jedoch nicht den Mut hatte, seine Leseschwäche zuzugeben, wird Burton nachdenklich und überlegt, seinen Job hinzuschmeißen, um von nun an für Stanton zu arbeiten.
Ehe er es sich versieht, gehört er – zum Ärger seiner Freundin, der Journalistin March – dem zusammengewürfelten Team des Präsidentschaftskandidaten um den unkonventionellen Politikberater Richard, der attraktiven Sprecherin Daisy Green, Howard Ferguson, dem „Mädchen für alles“ sowie der ehrgeizigen Frau Stantons, Susan, an.
Es stehen zwar wenig Ressourcen für eine Wahlkampagne zur Verfügung, Henry ist aber der Ansicht, dass es Jack Stanton ehrlich meint und für die Menschen wirkliche Verbesserungen schaffen will, weswegen er an Bord bleibt.
Nachdem March, die für die Zeitung Black Rights arbeitet, Jack Stanton nach einer erfolgreichen TV-Konfrontation mit seiner Verhaftung als junger Mann bei einer Demonstration gegen den Vietnamkrieg in Chicago konfrontiert hat, beschließen Henry, Daisy und Richard mit Susan über die Vergangenheit des Gouverneurs zu sprechen. Susan engagiert daraufhin eine langjährige, aber psychisch kranke Freundin namens Libby Holden, die Skandale des notorisch untreuen Stanton unter den Teppich kehren soll.
Tatsächlich meldet sich schon bald darauf Susans Friseurin, Cashmere McLeod, mit der öffentlichen Behauptung, eine außereheliche Beziehung mit Stanton gehabt zu haben. Eine Tonbandaufnahme scheint dies zu bestätigen, doch Libby gelingt es, den Urheber, der Passagen aus einem Mobiltelefonat zwischen Stanton und Henry belauscht und zusammengeschnitten hat, ausfindig zu machen. Sie zwingt ihn, ein Geständnis zu unterschreiben.
Stantons Beliebtheitswerte steigen. Es gelingt ihm, seinen größten Rivalen, Floridas Senator Harris, in den Umfragen hinter sich zu lassen, nachdem er – nach Harris Attacken unter der Gürtellinie – selbst zu negativen Wahlwerbespots greift. In einer Live-Radioshow wird Stanton mit einem Anruf Harris’ konfrontiert. Während der hitzigen Diskussion erleidet sein Rivale einen Herzinfarkt und fällt ins Koma. Stanton lässt daraufhin seine negative Wahlwerbekampagne herunterfahren.
Henry bekommt Besuch von einem Bekannten der Stantons, dem Grillrestaurantbesitzer „Fat Willie“. Willie behauptet, seine 17-jährige Tochter Loretta, die gelegentlich als Babysitterin von Stantons Sohn arbeitet, sei von Stanton schwanger. Howard und Henry bestehen auf die Durchführung eines genetischen Tests; durch das Durchsickern der Gerüchte wird Stantons Wahlkampagne schwer belastet.
Nachdem Harris seine Kampagne nicht fortführen kann, ersetzt ihn der frühere US-Gouverneur von Florida, Fred Picker, der sich eigentlich vor einigen Jahren aus der Politik zurückgezogen hat. Picker gibt sich als ungewöhnlicher Konkurrent, der mit Stanton sachlich diskutieren möchte, und – im Gegensatz zu Harris – keine schmutzige Wäsche wäscht.
Die große Konkurrenz durch Picker, die Gerüchte um die Affäre mit einer minderjährigen Schwarzen, Streitigkeiten innerhalb des Teams belasten die Kampagne Stantons schwer. Nachdem Daisy und Richard aussteigen, schlägt der – neu dazugekommene – Politikberater Norman Asher vor, in der Vergangenheit Pickers zu wühlen, um herauszufinden, warum Picker einst der Politik den Rücken gekehrt hat, obwohl er schon damals die Aussicht auf das Präsidentenamt hatte.
Libby und Henry finden in einem Gespräch mit Pickers Ex-Schwager schnell heraus, dass dieser als Gouverneur kokainsüchtig war und mit seinem Drogenlieferanten auch eine homosexuelle Beziehung hatte. Im Gegensatz zu den Stantons will Libby diese Information aber nicht an die Öffentlichkeit tragen, da sie Picker persönlich verletzen würde. Nachdem Susan hart bleibt und die Meldung unbedingt der Presse zuspielen will, eröffnet Libby, dass Stantons negativer Vaterschaftstest zu Lorettas ungeborenem Baby gefälscht sei, weil Jack Blut seines Onkels abgegeben hat. Sie zieht demnach den Schluss, dass Jack eine Affäre mit der Minderjährigen hatte und es für möglich hielt, der Vater des Kindes zu sein. Libby kündigt daraufhin und verabschiedet sich in Tränen aufgelöst und verzweifelt von Henry. Sie erschießt sich in ihrem Auto und hinterlässt einen Abschiedsbrief, in dem sie Jack wissen lässt, wie enttäuscht sie von ihm ist.
Nach der Beerdigung Libbys konfrontiert Stanton seinen Konkurrenten Picker im privaten Rahmen mit seiner Vergangenheit. Picker tritt daraufhin von seiner Kandidatur zurück. Henry erklärt Jack noch auf Pickers Grundstück seine Kündigung, doch Stanton lässt diese nicht gelten. Der Film endet mit der Wahl Jack Stantons zum US-Präsidenten.

## Kritiken
„Der Film basiert auf einem Buch über den authentischen Wahlkampf von Präsident Bill Clinton im Jahr 1992 und liefert die satirische, gelegentlich nachdenkliche, insgesamt aber wenig substanzreiche Beschreibung eines volksnahen Karrieristen, dem behauptete Liebesaffären mehr Probleme bereiten als die Gegenkandidaten. In ihrer absichtsvollen Einengung auf das Vorbild Clinton stößt die Geschichte rasch an reale und geschmackliche Grenzen, legt sie doch eindeutig mehr Wert auf die sensationellen als auf die politischen Aspekte. Nur in den Nebenrollen gewinnt der Film einiges Profil und vermag einen Eindruck vom politischen Pragmatismus während des Wahlkampfs zu vermitteln.“

„Eine gelungene Verfilmung eines Insider-Romans, der das politische Geschehen der USA aufs Beste erhellt und gelegentlich persifliert. Dennoch keine Satire wie „Wag the Dog“, sondern der ernst gemeinte Versuch, auszuloten, welche Grenzen Menschen auf dem Weg zur Macht kennen, was dabei aus ihren alten Idealen und was aus jungen Idealisten wird. Zwar ist der Film mit 143 Minuten deutlich zu lang, aber Michael Ballhaus’ Kameraarbeit sowie der Schnitt sind für manche Überraschung gut. Eine Lehrstunde über Mechanismen politischer Macht, die nicht nur für die USA Gültigkeit besitzt. Lob auch für Ry Cooders Soundtrack.“

## Auszeichnungen
Kathy Bates und Elaine May wurden 1999 für den Oscar nominiert. John Travolta und Kathy Bates wurden 1999 für den Golden Globe Award nominiert.
Kathy Bates gewann 1999 den American Comedy Award, Emma Thompson wurde für den American Comedy Award nominiert. Elaine May gewann 1999 den BAFTA Award, Kathy Bates wurde für den BAFTA Award nominiert.
Kathy Bates gewann 1998 den Las Vegas Film Critics Society Award, 1999 den Screen Actors Guild Award.
Die Deutsche Film- und Medienbewertung FBW in Wiesbaden verlieh dem Film das Prädikat wertvoll.

## Hintergründe
Die Handlung basiert auf dem Schlüsselroman Mit aller Macht von “Anonymous” (Joe Klein) aus dem Jahr 1996. Der Charakter von Jack Stanton wird häufig mit dem von Bill Clinton verglichen.
Nach den ersten Planungen sollte die Rolle von Jack Stanton Mel Gibson spielen, er lehnte sie jedoch ab.
2011 entstand der Politthriller The Ides of March – Tage des Verrats, dem eine ähnliche Handlung zugrunde lag, hier spielte George Clooney einen demokratischen Präsidentschaftskandidaten, dr auch über eine sexuelle Affäre stolpert.